# Montels (Hérault)
Pour les articles homonymes, voir Montels.
Montels (en occitan Montelhs) est une commune française située dans le sud-ouest du département de l'Hérault en région Occitanie.
Exposée à un climat méditerranéen, elle est drainée par le ruisseau de la Nazourette et par divers autres petits cours d'eau. La commune possède un patrimoine naturel remarquable : un site Natura 2000 (l'« étang de Capestang ») et trois zones naturelles d'intérêt écologique, faunistique et floristique. 
Ses habitants sont appelés les "Montélois".
Montels est une commune rurale qui compte 243 habitants en 2022, après avoir connu une forte hausse de la population depuis 1975.  Elle fait partie de l'aire d'attraction de Narbonne. Ses habitants sont appelés les Montélois ou  Montéloises.

## Géographie
La commune est limitrophe du département de l'Aude.

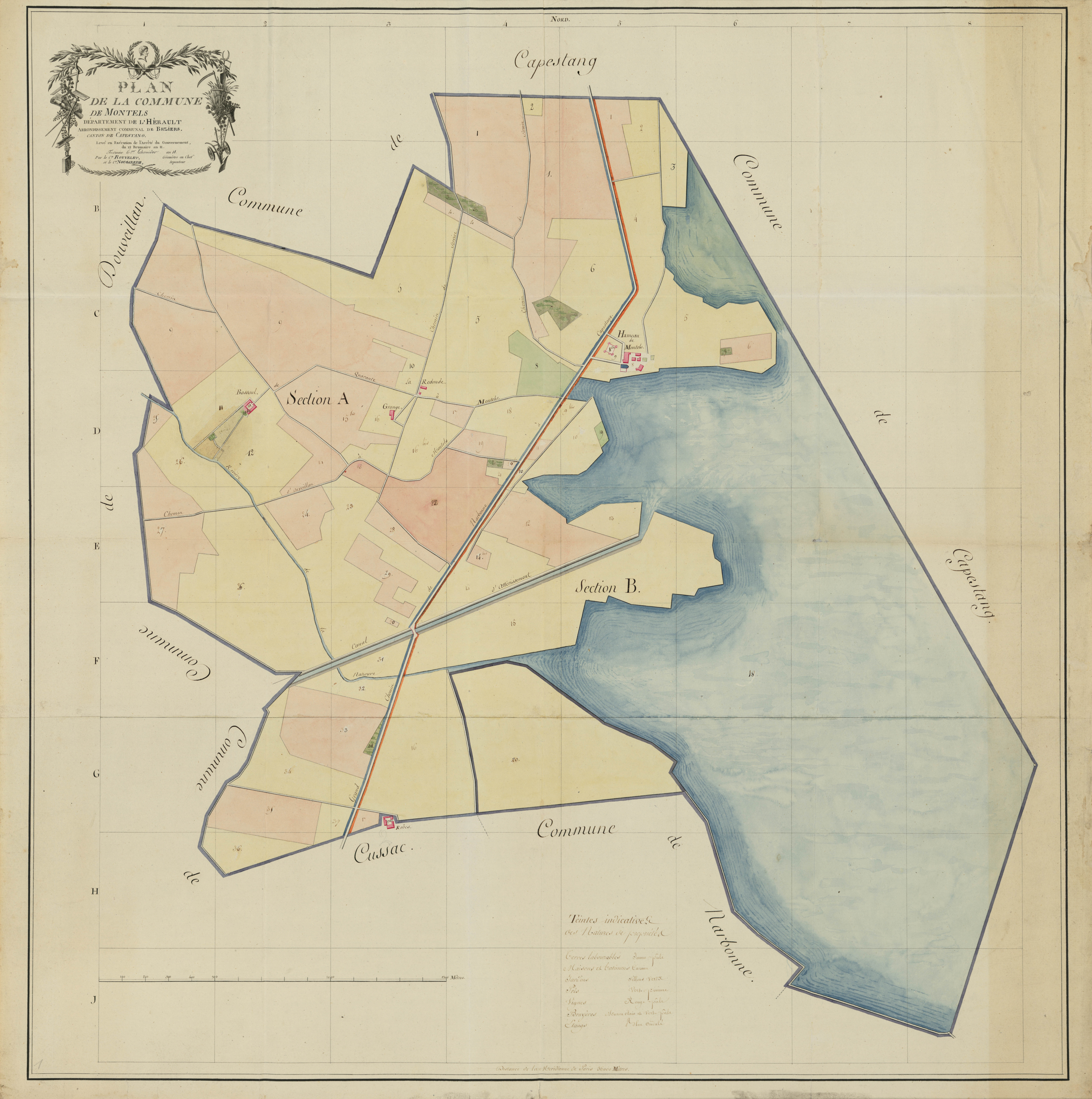
Plan par masse de culture (an XI).

### Communes limitrophes
Les communes limitrophes sont  Capestang, Cuxac-d'Aude et Ouveillan.
|                  |                     | Capestang                                                  |
| Ouveillan (Aude) | Montels             |                                                            |
|                  | Cuxac-d'Aude (Aude) | Nissan-lez-Enserune, Coursan (Aude), (par un quinquepoint) |

### Climat
Pour des articles plus généraux, voir Climat de l'Occitanie et Climat de l'Hérault.
En 2010, le climat de la commune est de type climat méditerranéen franc, selon une étude s'appuyant sur une série de données couvrant la période 1971-2000. En 2020, Météo-France publie une typologie des climats de la France métropolitaine dans laquelle la commune est exposée à un climat méditerranéen et est dans la région climatique  Provence, Languedoc-Roussillon, caractérisée par une pluviométrie faible en été, un très bon ensoleillement (2 600 h/an), un été chaud (21,5 °C), un air très sec en été, sec en toutes saisons, des vents forts (fréquence de 40 à 50 % de vents > 5 m/s) et peu de brouillards.
Pour la période 1971-2000, la température annuelle moyenne est de 15 °C, avec une amplitude thermique annuelle de 16,1 °C. Le cumul annuel moyen de précipitations est de 557 mm, avec 4,7 jours de précipitations en janvier et 2,3 jours en juillet. Pour la période 1991-2020, la température moyenne annuelle observée sur la station météorologique la plus proche, située sur la commune d'Argeliers à 9 km à vol d'oiseau, est de 15,8 °C et le cumul annuel moyen de précipitations est de 624,7 mm,. Pour l'avenir, les paramètres climatiques de la commune estimés pour 2050 selon différents scénarios d’émission de gaz à effet de serre sont consultables sur un site dédié publié par Météo-France en novembre 2022.

### Milieux naturels et biodiversité

#### Réseau Natura 2000

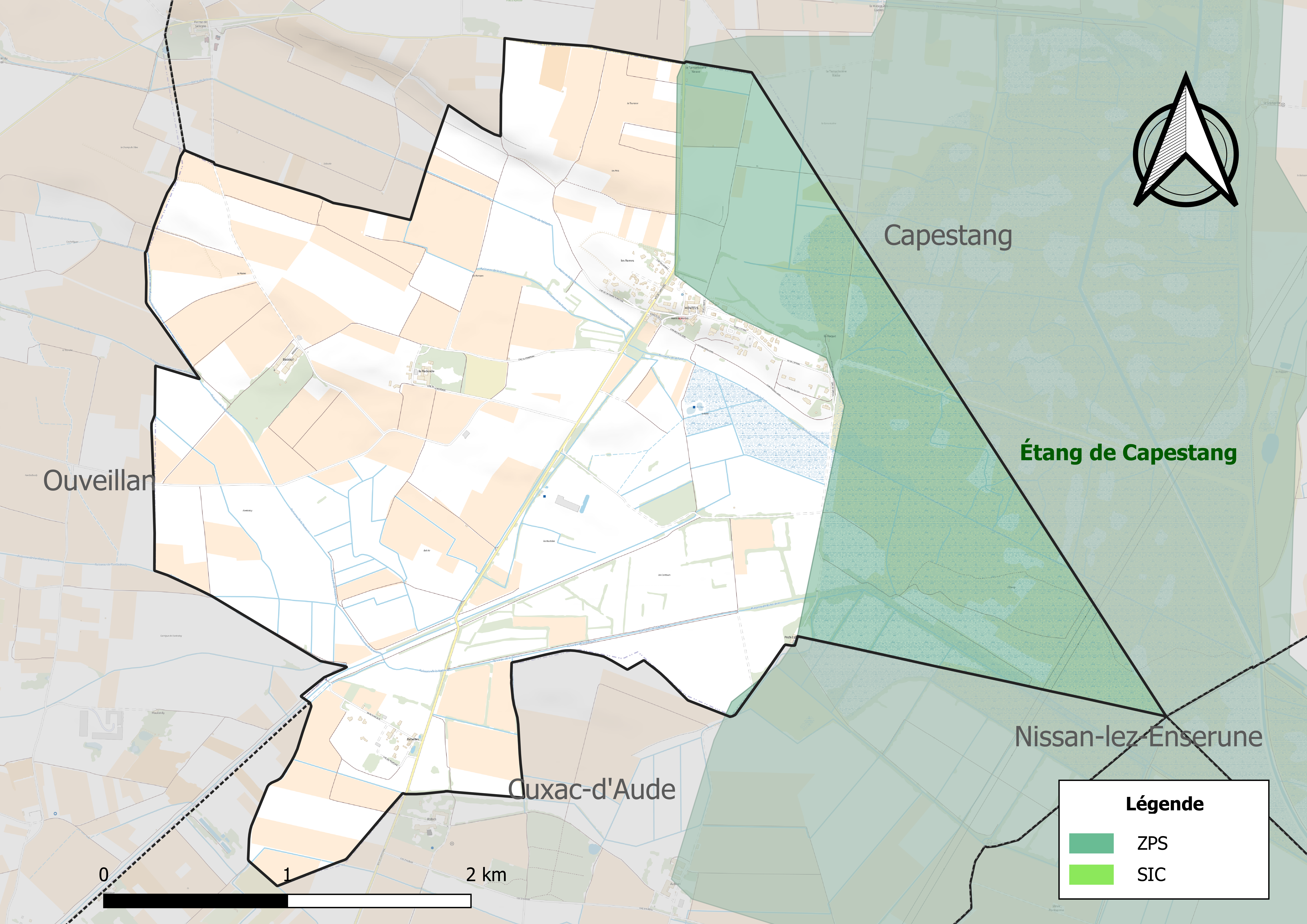
Sites Natura 2000 sur le territoire communal.

Le réseau Natura 2000 est un réseau écologique européen de sites naturels d'intérêt écologique élaboré à partir des directives habitats et oiseaux, constitué de zones spéciales de conservation (ZSC) et de zones de protection spéciale (ZPS).
Un site Natura 2000 a été défini sur la commune au titre  de la directive oiseaux : l'« étang de Capestang », d'une superficie de 1 374 ha, d'un intérêt écologique exceptionnel notamment en ce qui concerne l'étang et sa phragmitaie (roseaux). L'avifaune est particulièrement riche et intéressante en raison du type de végétation en place (grande étendue de roseaux) et de l'isolement des lieux. Il accueille de très nombreuses espèces nicheuses dont certaines justifient plus particulièrement la proposition de ce site en tant que site d'intérêt communautaire : le Butor étoilé, le Rollier d'Europe.

#### Zones naturelles d'intérêt écologique, faunistique et floristique
L’inventaire des zones naturelles d'intérêt écologique, faunistique et floristique (ZNIEFF) a pour objectif de réaliser une couverture des zones les plus intéressantes sur le plan écologique, essentiellement dans la perspective d’améliorer la connaissance du patrimoine naturel national et de fournir aux différents décideurs un outil d’aide à la prise en compte de l’environnement dans l’aménagement du territoire.
Deux ZNIEFF de type 1 sont recensées sur la commune :
les « étangs de Capestang et de Poilhes » (759 ha), couvrant 6 communes dont deux dans l'Aude et quatre dans l'Hérault et 
la « plaine agricole d'Ouveillan » (1 902 ha), couvrant 7 communes dont quatre dans l'Aude et trois dans l'Hérault
et une ZNIEFF de type 2, : 
la « Basse plaine de l'Aude et étang de Capestang » (7 120 ha), couvrant 10 communes dont quatre dans l'Aude et six dans l'Hérault.

Carte des ZNIEFF de type 1 et 2 à Montels.
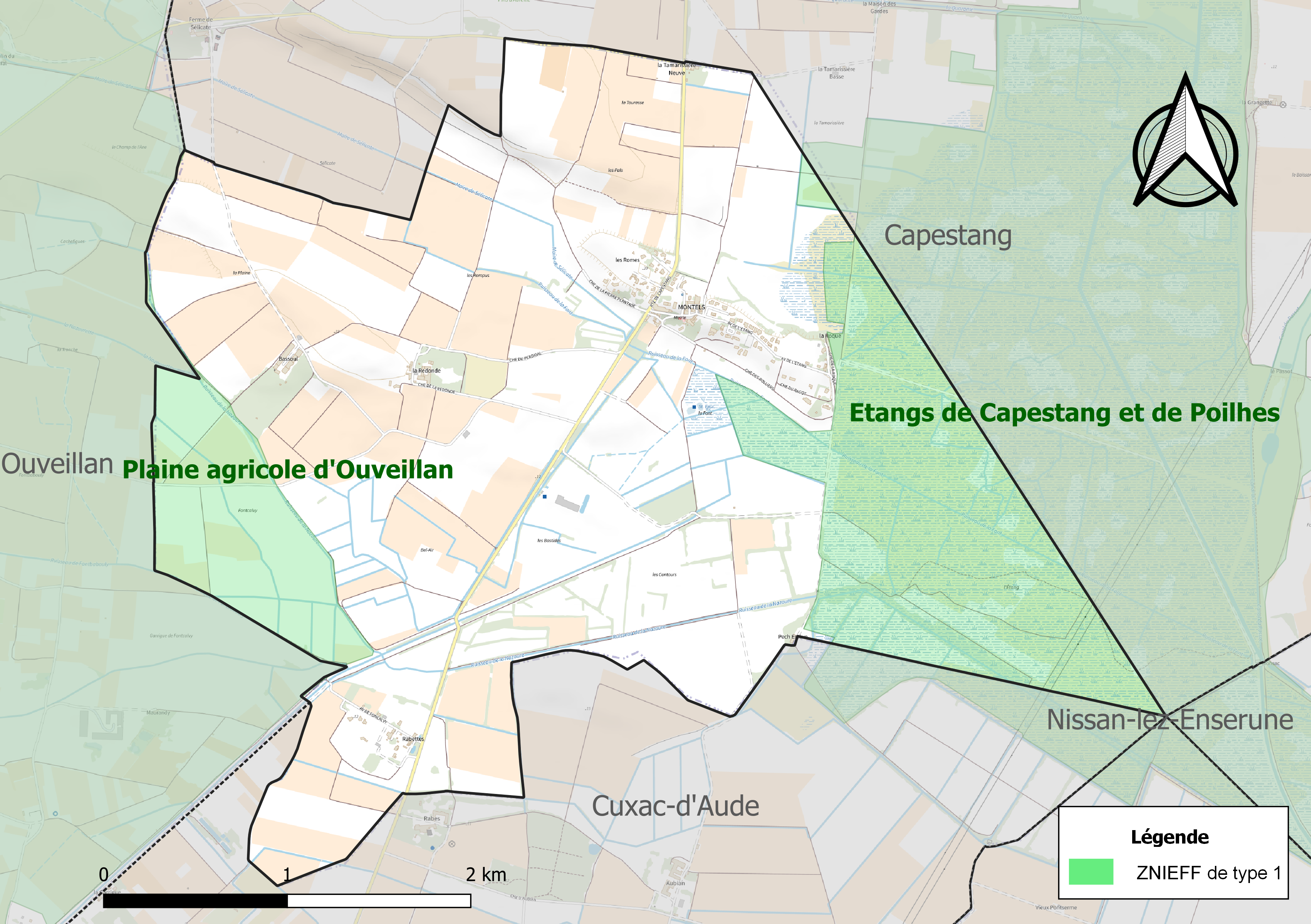
Carte des ZNIEFF de type 1 sur la commune.
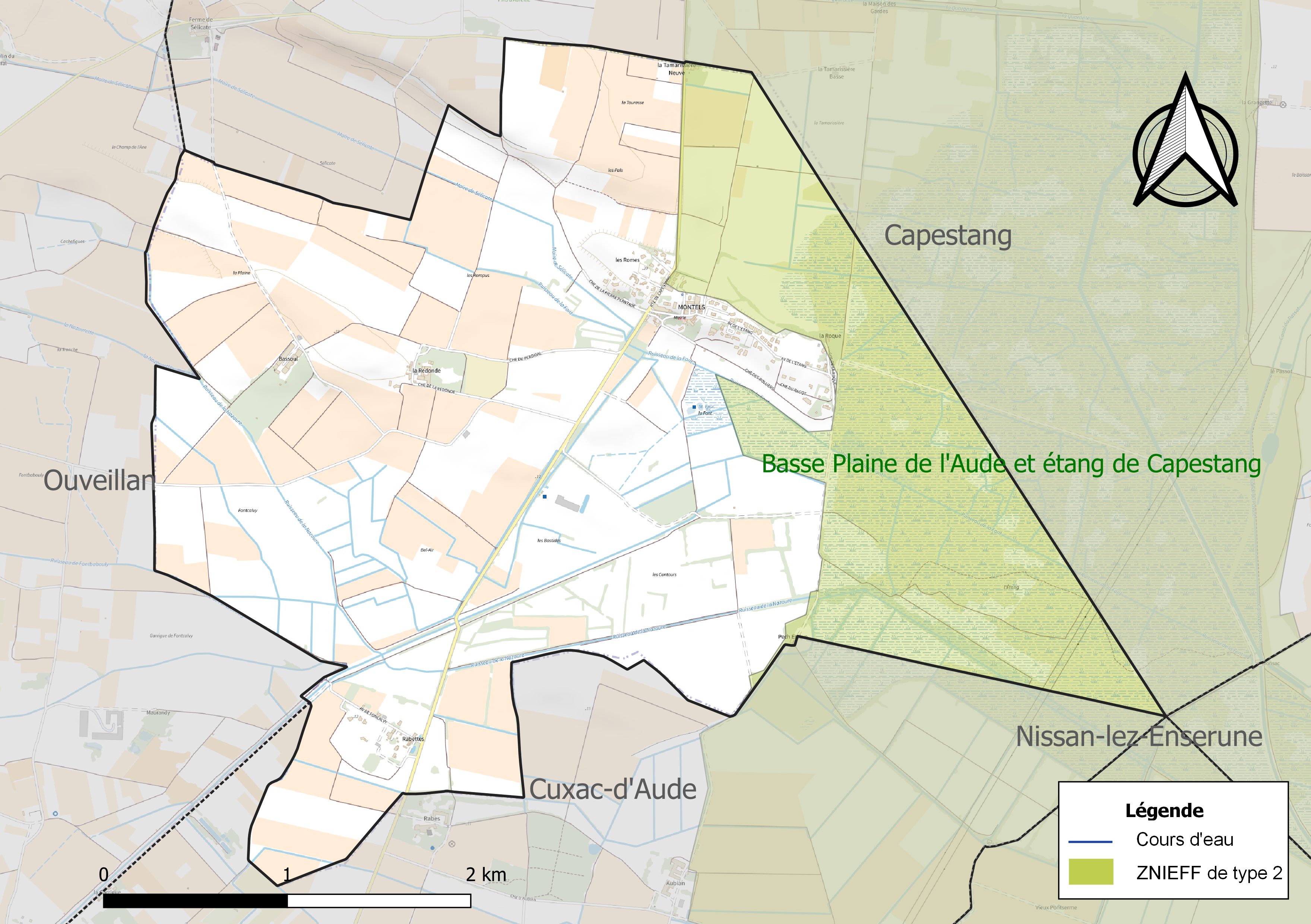
Carte de la ZNIEFF de type 2 sur la commune.

## Urbanisme

### Typologie
Au 1er janvier 2024, Montels est catégorisée commune rurale à habitat dispersé, selon la nouvelle grille communale de densité à sept niveaux définie par l'Insee en 2022.
Elle est située hors unité urbaine. Par ailleurs la commune fait partie de l'aire d'attraction de Narbonne, dont elle est une commune de la couronne,. Cette aire, qui regroupe 71 communes, est catégorisée dans les aires de 50 000 à moins de 200 000 habitants,.

### Occupation des sols
L'occupation des sols de la commune, telle qu'elle ressort de la base de données européenne d’occupation biophysique des sols Corine Land Cover (CLC), est marquée par l'importance des territoires agricoles (82,5 % en 2018), en augmentation par rapport à 1990 (80 %). La répartition détaillée en 2018 est la suivante : 
zones agricoles hétérogènes (43,9 %), cultures permanentes (38,2 %), zones humides intérieures (17,5 %), terres arables (0,3 %). L'évolution de l’occupation des sols de la commune et de ses infrastructures peut être observée sur les différentes représentations cartographiques du territoire : la carte de Cassini (XVIIIe siècle), la carte d'état-major (1820-1866) et les cartes ou photos aériennes de l'IGN pour la période actuelle (1950 à aujourd'hui).

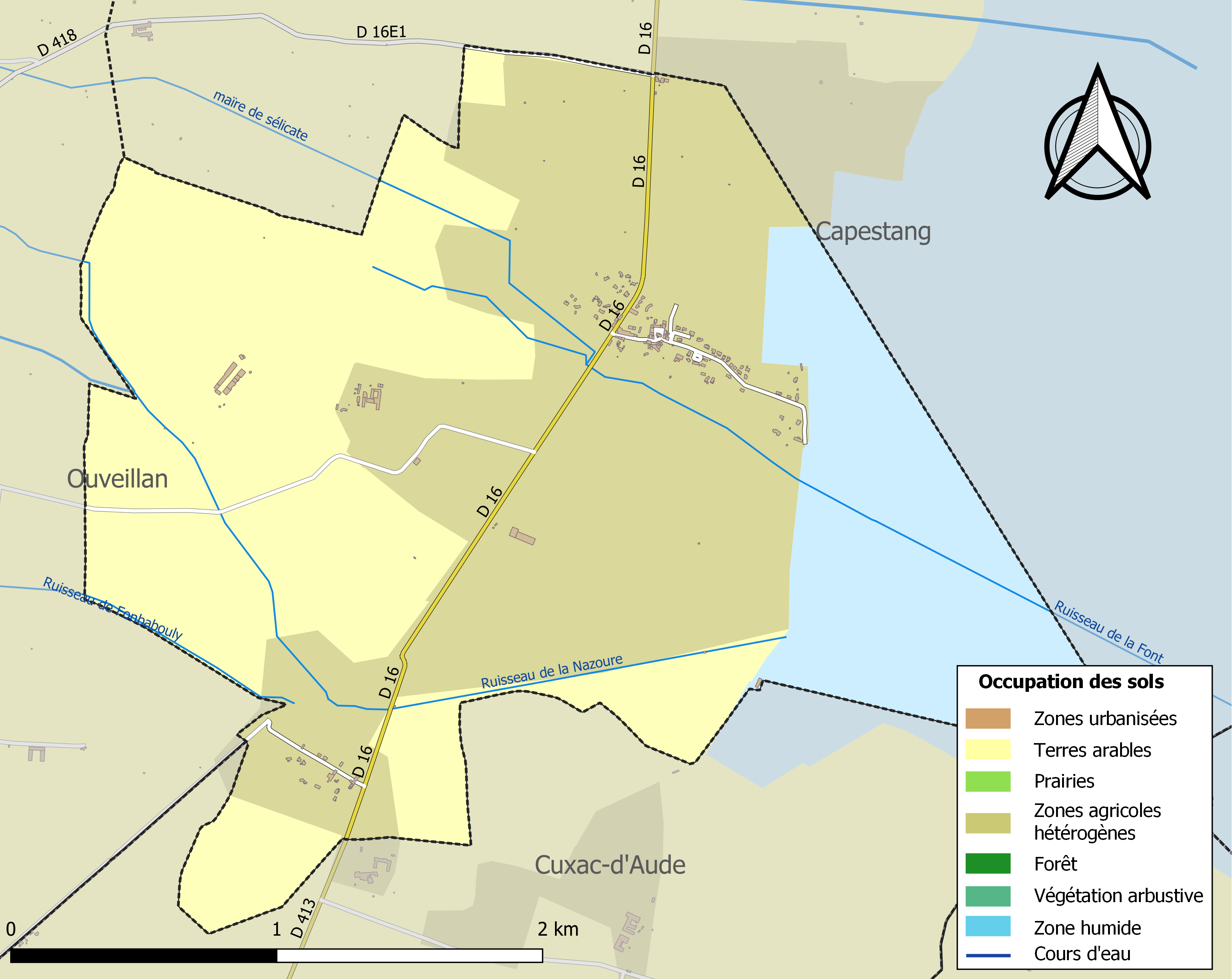
Carte des infrastructures et de l'occupation des sols de la commune en 2018 (CLC).

### Risques majeurs
Le territoire de la commune de Montels est vulnérable à différents aléas naturels : météorologiques (tempête, orage, neige, grand froid, canicule ou sécheresse), inondations et séisme (sismicité faible). Un site publié par le BRGM permet d'évaluer simplement et rapidement les risques d'un bien localisé soit par son adresse soit par le numéro de sa parcelle.
Certaines parties du territoire communal sont susceptibles d’être affectées par le risque d’inondation par débordement de cours d'eau, notamment La commune a été reconnue en état de catastrophe naturelle au titre des dommages causés par les inondations et coulées de boue survenues en 1982, 1992, 1996, 1999, 2014 et 2018,.
Montels est exposée au risque de feu de forêt du fait de la présence sur son territoire. Un plan départemental de protection des forêts contre les incendies (PDPFCI) a été approuvé en juin 2013 et court jusqu'en 2022, où il doit être renouvelé. Les mesures individuelles de prévention contre les incendies sont précisées par deux arrêtés préfectoraux et s’appliquent dans les zones exposées aux incendies de forêt et à moins de 200 mètres de celles-ci. L’arrêté du 25 avril 2002 réglemente l'emploi du feu en interdisant notamment d’apporter du feu, de fumer et de jeter des mégots de cigarette dans les espaces sensibles et sur les voies qui les traversent sous peine de sanctions. L'arrêté du 11 mars 2013 rend le débroussaillement obligatoire, incombant au propriétaire ou ayant droit,.

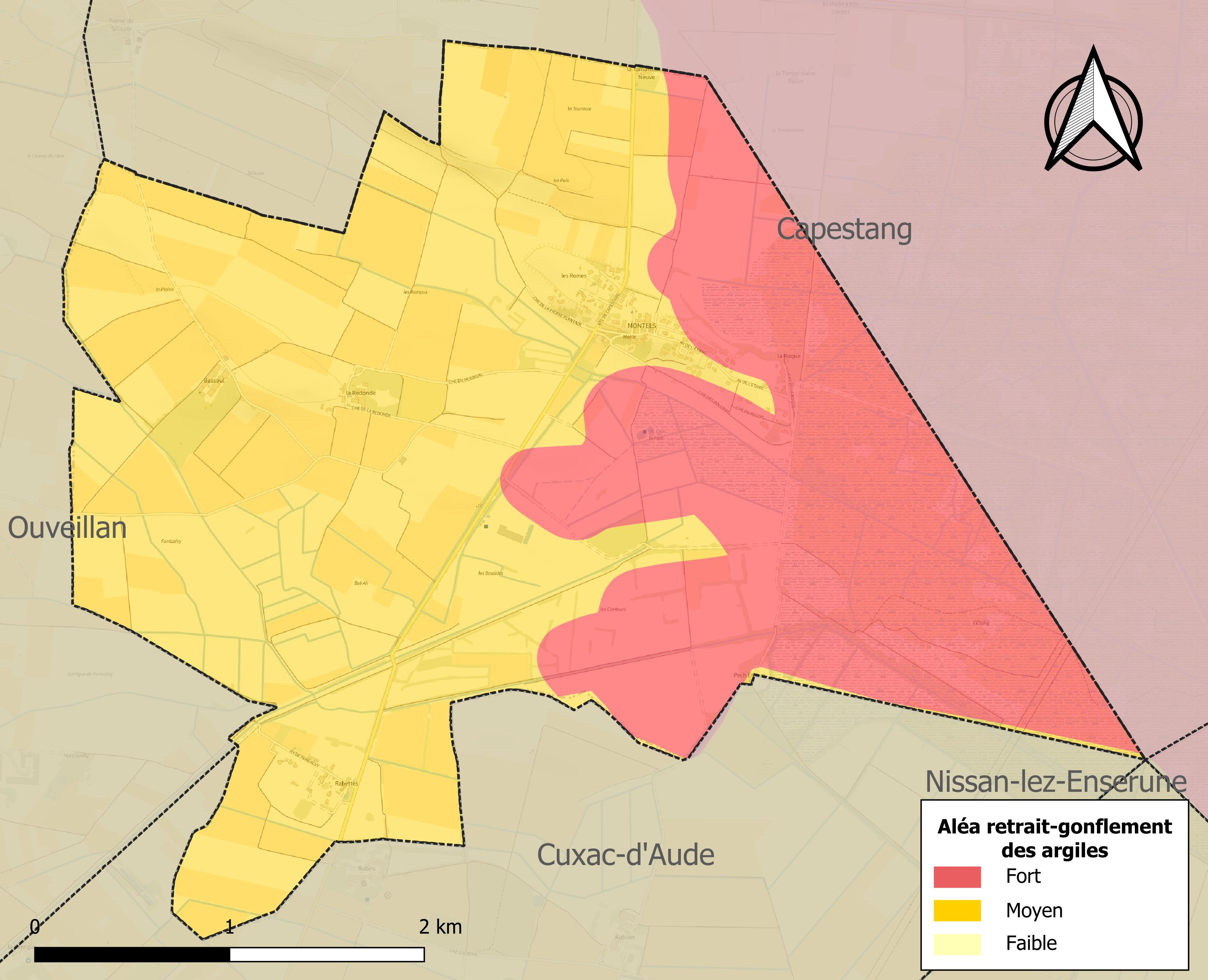
Carte des zones d'aléa retrait-gonflement des sols argileux de Montels.

Le retrait-gonflement des sols argileux est susceptible d'engendrer des dommages importants aux bâtiments en cas d’alternance de périodes de sécheresse et de pluie. La totalité de la commune est en aléa moyen ou fort (59,3 % au niveau départemental et 48,5 % au niveau national). Sur les 114 bâtiments dénombrés sur la commune en 2019, 114 sont en aléa moyen ou fort, soit 100 %, à comparer aux 85 % au niveau départemental et 54 % au niveau national. Une cartographie de l'exposition du territoire national au retrait gonflement des sols argileux est disponible sur le site du BRGM,.
Par ailleurs, afin de mieux appréhender le risque d’affaissement de terrain, l'inventaire national des cavités souterraines permet de localiser celles situées sur la commune.

## Héraldique
| Blason de Montels | Les armes de Montels se blasonnent ainsi : de gueules au pal fuselé d'argent et de sable. |

## Politique et administration
| Période   | Période   | Identité            | Étiquette | Qualité                    |
| --------- | --------- | ------------------- | --------- | -------------------------- |
| 1792      | 1831      | Joseph Seguier      |           | Comte                      |
| 1831      | 1849      | Antoine Bringer     |           |                            |
| 1849      | 1863      | Pierre Combes       |           |                            |
| 1863      | 1881      | Eugène Bourrel      |           |                            |
| 1881      | 1883      | Alexandre Roucairol |           |                            |
| 1883      | 1888      | Numa Lignon         |           |                            |
| 1888      | 1904      | Alexandre Roucairol |           |                            |
| 1904      | 1944      | Gaston du Lac       |           |                            |
| 1944      | 1959      | Fernand Labatut     |           |                            |
| 1959      | 1977      | Philippe Rodez      |           | Comte                      |
| 1977      | mars 2008 | Gilbert Houlès      |           |                            |
| mars 2008 | 2020      | André Frances       | SE        | Retraité de l'enseignement |
| 2020      | En cours  | Olivier Henry       |           |                            |

## Démographie
L'évolution du nombre d'habitants est connue à travers les recensements de la population effectués dans la commune depuis 1793. Pour les communes de moins de 10 000 habitants, une enquête de recensement portant sur toute la population est réalisée tous les cinq ans, les populations de référence des années intermédiaires étant quant à elles estimées par interpolation ou extrapolation. Pour la commune, le premier recensement exhaustif entrant dans le cadre du nouveau dispositif a été réalisé en 2004.

En 2022, la commune comptait 243 habitants, en évolution de −3,57 % par rapport à 2016 (Hérault : +7,49 %, France hors Mayotte : +2,11 %).
| 1793 | 1800 | 1806 | 1821 | 1831 | 1836 | 1841 | 1846 | 1851 |
| ---- | ---- | ---- | ---- | ---- | ---- | ---- | ---- | ---- |
| 46   | 72   | 77   | 101  | 106  | 69   | 66   | 64   | 62   |

| 1856 | 1861 | 1866 | 1872 | 1876 | 1881 | 1886 | 1891 | 1896 |
| ---- | ---- | ---- | ---- | ---- | ---- | ---- | ---- | ---- |
| 65   | 70   | 63   | 64   | 75   | 81   | 125  | 146  | 179  |

| 1901 | 1906 | 1911 | 1921 | 1926 | 1931 | 1936 | 1946 | 1954 |
| ---- | ---- | ---- | ---- | ---- | ---- | ---- | ---- | ---- |
| 177  | 247  | 222  | 208  | 182  | 238  | 205  | 165  | 140  |

| 1962 | 1968 | 1975 | 1982 | 1990 | 1999 | 2004 | 2006 | 2009 |
| ---- | ---- | ---- | ---- | ---- | ---- | ---- | ---- | ---- |
| 147  | 140  | 127  | 123  | 134  | 168  | 214  | 221  | 234  |

| 2014 | 2019 | 2022 | - | - | - | - | - | - |
| ---- | ---- | ---- | - | - | - | - | - | - |
| 250  | 254  | 243  | - | - | - | - | - | - |

## Économie

### Revenus
En 2018, la commune compte 106 ménages fiscaux, regroupant 234 personnes. La médiane du revenu disponible par unité de consommation est de 18 530 € (20 330 € dans le département).

### Emploi
|                | 2008   | 2013   | 2018  |
| -------------- | ------ | ------ | ----- |
| Commune        | 8,1 %  | 11,8 % | 6,6 % |
| Département    | 10,1 % | 11,9 % | 12 %  |
| France entière | 8,3 %  | 10 %   | 10 %  |

En 2018, la population âgée de 15 à 64 ans s'élève à 165 personnes, parmi lesquelles on compte 65,7 % d'actifs (59 % ayant un emploi et 6,6 % de chômeurs) et 34,3 % d'inactifs,. Depuis 2008, le taux de chômage communal (au sens du recensement) des 15-64 ans est inférieur à celui de la France et du département.
La commune fait partie de la couronne de l'aire d'attraction de Narbonne, du fait qu'au moins 15 % des actifs travaillent dans le pôle,. Elle compte 19 emplois en 2018, contre 50 en 2013 et 37 en 2008. Le nombre d'actifs ayant un emploi résidant dans la commune est de 101, soit un indicateur de concentration d'emploi de 18,8 % et un taux d'activité parmi les 15 ans ou plus de 52,1 %.
Sur ces 101 actifs de 15 ans ou plus ayant un emploi, 14 travaillent dans la commune, soit 14 % des habitants. Pour se rendre au travail, 85,1 % des habitants utilisent un véhicule personnel ou de fonction à quatre roues, 3 % les transports en commun, 7,9 % s'y rendent en deux-roues, à vélo ou à pied et 4 % n'ont pas besoin de transport (travail au domicile).

### Activités hors agriculture
22 établissements sont implantés  à Montels au 31 décembre 2019.
Le secteur de la construction est prépondérant sur la commune puisqu'il représente 31,8 % du nombre total d'établissements de la commune (7 sur les 22 entreprises implantées  à Montels), contre 14,1 % au niveau départemental.

### Agriculture
La commune est dans la « Plaine viticole », une petite région agricole occupant la bande côtière du département de l'Hérault. En 2020, l'orientation technico-économique de l'agriculture  sur la commune est la viticulture.
|               | 1988 | 2000 | 2010 | 2020 |
| ------------- | ---- | ---- | ---- | ---- |
| Exploitations | 20   | 13   | 11   | 12   |
| SAU (ha)      | 340  | 226  | 235  | 246  |

Le nombre d'exploitations agricoles en activité et ayant leur siège dans la commune est passé de 20 lors du recensement agricole de 1988  à 13 en 2000 puis à 11 en 2010 et enfin à 12 en 2020, soit une baisse de 40 % en 32 ans. Le même mouvement est observé à l'échelle du département qui a perdu pendant cette période 67 % de ses exploitations,. La surface agricole utilisée sur la commune a également diminué, passant de 340 ha en 1988 à 246 ha en 2020. Parallèlement la surface agricole utilisée moyenne par exploitation a augmenté, passant de 17 à 21 ha.

## Culture locale et patrimoine

### Lieux et monuments
- L'église Notre-Dame-des-Étangs. Cette église comprend un clocher-mur ajouré.
- Église Saint-André de Montels[31]
- Ruines de l'ancien château des archevêques de Narbonne du XIIIe siècle, inscrit aux Monuments historiques en 2012[32],[33].
- L'étang de Capestang.